# ثعلبية رفيعة
الثعلبية الرفيعة نوع نباتي عشبي من جنس الثعلبية، ينتمي إلى الفصيلة النجيلية، واسمه العلمي (باللاتينية: Alopecurus myosuroides) و(بالإنجليزية: Slender Meadow Foxtail)‏ أو و(بالإنجليزية: Black grass)‏ في بريطانيا.
النبات عشبة حولية تنبت في المراعي وفي حقول القمح والشعير كحشيشة. طورت هذه العشبة مقاومة لبعض مبيدات الأعشاب.

## الموئل والانتشار
موطنه المشرق العربي والمغرب العربي وتركيا والقوقاز ومعظم مناطق جنوب وشرق أوروبا (مثل البلقان وإيطاليا وفرنسا وإسبانيا) وانتشر أيضاً في شمال أوروبا.